# John Alldis
John Alldis (10 de agosto de 1929 – 20 de diciembre de 2010) fue un maestro de coro y director de orquesta británico.
Después de terminar sus estudios secundarios en Felsted, Alldis estudió música coral con Boris Ord en el King's College de la Universidad de Cambridge desde 1949 hasta 1952. Después de dejar la universidad, Alldis rápidamente ganó consideración como director de coro. En 1966, la Orquesta Sinfónica de Londres lo contrató para formar y dirigir su primer grupo coral estable. Sin embargo, se cambió al Coro Filarmónico de Londres en 1969, con el que permaneció hasta 1982, preparando coros para muchas interpretaciones con Sir Adrian Boult, Otto Klemperer, Leopold Stokowski, Sir Colin Davis, Bernard Haitink, Georg Solti, Zubin Mehta y Daniel Barenboim.
En 1962, Alldis fundó el coro profesional que lleva su nombre, John Alldis Choir, de 16 miembros, que se presentó con el estreno mundial de la obra de Alexander Goehr Una pequeña cantata de proverbios. Su nombre fue identificado con el coro a partir de entonces. La música contemporánea figuró de manera importante en su repertorio, y estrenó obras de Malcolm Williamson, Richard Rodney Bennett y Harrison Birtwistle, muchas de las cuales fueron grabadas para el sello Argo. En 1967, preparó el John Alldis Choir para la primera representación en Europa de Cánticos de Réquiem, de Stravinski, dirigida por Pierre Boulez. La grabación que el coro hizo 1972 de Verse, Op. 7b, de Justin Connolly, fue relanzada en 2008 por el sello Lyrita. El coro también participó en muchas grabaciones de ópera para Decca y la RCA, junto a cantantes como Luciano Pavarotti, Plácido Domingo, Janet Baker, Joan Sutherland y Kiri Te Kanawa.
En 1970, Alldis dirigió su coro en el estreno y grabación de Atom Heart Mother, álbum de rock de Pink Floyd. En 1975, dirigió al coro en la interpretación en la abadía de Westminster del Concierto sacro de Duke Ellington, grabación que sería la anteúltima de Ellington. También dirigió al Coro Filarmónico de Londres y a los vientos en la grabación de Star Clusters, de David Bedford, editado por el sello Classicprint. En 1977, grabó Sounds of Glory para Arcade Records, una compilación de clásicos corales, que ganó un disco de oro.
Alldis dirigió a otros conjuntos, de estilos que abarcan desde el Renacimiento hasta la música contemporánea. Desde 1966 hasta 1979, dirigió el coro de la Guildhall School of Music and Drama. Entre 1971 y 1977, sirvió como director conjunto de Radio Dinamarca, dirigiendo principalmente al Coro de la Radio Estatal de Dinamarca. Desde 1979 hasta 1983, dirigió al Groupe Vocal de France, con el que grabó obras de Francis Poulenc y Gabriel Fauré. Desde 1989 hasta 1990, fue director musical y consultivo de los Cameran Singers en Israel y brevemente fue director invitado para el Hallé Choir en Manchester. Desde 1978 hasta 1987, dirigió el American Choral Symposium en Manhattan (Kansas). Desde 1985 hasta 1998, fue director invitado permanente del Coro de Cámara de los Países Bajos, con el que realizó varias grabaciones, entre ellas, música coral inglesa en el sello Globe. Desde 1989 hasta 1997, fue director invitado del Coro Filarmónico de Tokio y la Sociedad Filarmónica Central de China en Pekín. En 2002, dirigió la Ópera de Lyon en la primera representación de Messa Sulenna, del compositor corso Jean-Paul Poletti. Desde 1975 hasta 2003, Alldis sirvió en el Ralph Vaughan Williams Trust, y desde 1971 hasta 2004 dirigió la Orquesta Sinfónica de Wimbledon.
Alldis ganó premios Grammy por su obra con Sir Adrian Boult y Sir Georg Solti, fue Honorary Fellow de Westminster Choir College, Princeton. En 1994 fue nombrado Caballero de la Orden de las Artes y las Letras. Estuvo casado con la violinista y maestra Ursula Alldis, y tuvo dos hijos, Dominic y Robert.